# Блаж (Олт)
Блаж (рум. Blaj) — село у повіті Олт в Румунії. Входить до складу комуни Войняса.
Село розташоване на відстані 152 км на захід від Бухареста, 21 км на південний захід від Слатіни, 30 км на схід від Крайови.

## Населення
За даними перепису населення 2002 року у селі проживали 285 осіб, усі — румуни. Усі жителі села рідною мовою назвали румунську.